# Мартирологијум: Дневници 1970—1986.
Мартирологијум: Дневници 1970–1986 (Оригинални руски наслов: Мартиролог ) јесу дневници руског синеасте Андреја Тарковског. Дневници покривају период његовог живот и рад ау Совјетском Савезу и време егзила у Западној Европи. Након пуча 1991. појавило се неколико навода у којима се тврдило да је КГБ повремено имао приступ дневницима.

## Дневници
Тарковски је своје дневнике назвао мартиролог (превеод званичног преводиоца на енглески Кити Хантер-Блер као мартирологија ). О овом наслову је 1974. рекао: „Претенциозан и лажан као титула, али нека остане као подсетник на моју неискорењиву, јалову безвредност. Дневници су дубоко лични и били су намењени углавном самом Тарковском. Они покривају његов живот и рад у Совјетском Савезу и за време изгнанства.
Понекад су дневнички уноси наизглед тривијални, као на пример листе за куповину или уноси о здравственом стању Тарковског. Честа тема су други филмски редитељи или уметници, на које је Тарковски генерално гледао са негативним ставом. У другим деловима дневника Тарковски расправља о филозофским или филмским теоријским питањима, која нису нужно повезана са свакодневним догађајима. Тарковски је водио свој дневник све до непосредно пре смрти 29. децембра 1986. године. Последњи дневнички унос био је 15. децембра 1986. године. Његове последње речи су биле „Али сада немам снаге – то је проблем“.

## Историја уредништва
Дневници су преведени са руског на 15 различитих језика, понекад са значајним разликама. Дневници су први пут објављени 1989. на немачком језику . Прво енглеско издање објављено је 1991. у преводу Кити Хантер-Блер, која је такође превела Запечаћено време. Ово издање је такође познато као издање Калкуте јер је прво објављено у Индији. Руски оригинал је званично објављен тек 2008. Други значајни преводи укључују француско и пољско издање, који су међу најкомплетнијим издањима дневника. Остали преводи укључују чешко, италијанско, јапанско, монголско и српско издање дневника.